# Volley Masters Montreux 1996
IX Volley Masters Montreux kobiet odbył się w 1996 roku w Montreux w Szwajcarii. W turnieju wystartowało 8 reprezentacji. Mistrzem po raz piąty została reprezentacja Kuby.

## Klasyfikacja końcowa
| Miejsce | Reprezentacja     |
| ------- | ----------------- |
|         | Kuba              |
|         | Brazylia          |
|         | Stany Zjednoczone |
| 4.      | Chiny             |
| 5.      | Rosja             |
| 6.      | Korea Południowa  |
| 7.      | Japonia           |
| 7.      | Szwajcaria        |